# Хомонационализам
Хомонационализам описује повезаност националистичке идеологије са ЛГБТ+ особама или њиховим правима.
Овај појам је првобитно предложила истраживачица из области родних студија, Џазбир К. Пуар, 2007. године како би описала процесе у којима се ставови моћника преклапају са тврдњама ЛГБТ+ заједнице у циљу оправдавања ксенофобије, посебно окренуте против ислама, базирајући их на предрасудама да су мигранти наводно хомофобни и да је западно друштво потпуно егалитарно. Стога се сексуална разноликост и ЛГБТ права користе како би се одржали политички ставови против имиграције, што је растући случај међу крајње десничарским странкама.
Главне критике овог феномена фокусирају се на делимичну употребу ЛГБТ покрета на даљње циљеве засноване на нетолеранцији, игноришући хомофобију и недостатак стварне једнакости у западном друштву као целини. Ова идеја једнакости обично симболички представљена као давање једнаког приступа браку, хетеронормативизује односе између припадника ЛГБТИ заједнице и даје предност шовинистичким ставовима западних земаља и сумњу на људе који долазе из земаља које још нису легализовале било какво признање истополних парова или које и даље криминализују хомосексуалност. Такви ставови се најчешће повезују са муслиманима. Пуар у својим дискусијама говори да се концепт не сме користити као оптужба или идентитет, већ је потребно сагледати га као транснационални процес који приказује историјски помак. Савремени хомонационализам тако представља дијаметрално супротан дискурс од оног из времена европског колонијализма 19. и раног 20. века када се широко распрострањена толеранција хомосексуалности узимала као доказ декаденције исламског света.